# AK Racing team Zadar
Auto klub Racing team Zadar (AK RTZ), hrvatski automobilistički klub iz Zadra.  Uspješni vozač iz ovog kluba je Natanael Petrov. 
Osnovani su 5. listopada 2009. godine. Primarni motiv je natjecanje na domaćoj i međunarodnoj automobilističkoj pozornici i radi organiziranja samih natjecanja. Organizirali su jednom natjecanje u vožnji na kronometar i to je bilo 2010. godine. Poslije su se usredotočili uglavnom na natjecanja u Prvenstvu Hrvatske i Prvenstvu hrvatske regije – regija Jug. Utrka na kronometar koju je organizirao 2010. bila je promotivna i održala se na karting stazi u Vrsima 27. lipnja 2010. godine.
Uspjesi su na razini Hrvatske:
- 2014. - prvenstvo Hrvatske, autoslalom, 2. mjesto u juniorima
- 2015: prvenstvo Hrvatske, brdske utrke, 1. mjesto u Klasi 15 E1-15, te u autoslalomu 2. mjesto u Klasi 5

## Vanjske poveznice
- Facebook
- YouTube